# Robert Rojas Meza
Robert Juan Rojas Meza (Churcampa, Provincia de Churcampa, Huancavelica, 15 de mayo de 1969) es un sociólogo y político peruano. Fue alcalde del distrito de San Pedro de Coris entre 1996 y 2002, alcalde provincial de Churcampa entre 2007 y 2010 y Consejero regional de Huancavelica entre 2015 y 2018.

## Biografía
Nació en Churcampa, departamento de Huancavelica, Perú, el 15 de mayo de 1969, hijo de Mamerto Rojas Barrientos y de Rosa Meza Lanazaca. Cursó sus estudios primarios y secundarios en San Pedro de Coris. Entre 1992 y 2004 cursó estudios superiores de sociología en la Universidad Nacional del Centro del Perú en la ciudad de Huancayo.

## Vida política
Su primera participación política fue en las elecciones municipales de 1995 en las que fue candidato a alcalde del distrito de San Pedro de Coris por la lista N° 3 "Nueva Alternativa" obteniendo la elección con el 42.803% de los votos. Fue reelegido en las elecciones de 1998 cuando se presentó como candidato por Somos Perú.
En las elecciones municipales del 2002 tentó la alcaldía de la provincia de Churcampa sin éxito. Fue elegido a ese cargo en las elecciones municipales de 2006 cuando postuló por el Movimiento Independiente Trabajando para Todos. Tentó la reelección sin éxito en las elecciones municipales del 2010 por el Movimiento Independiente Regional Unidos por Huancavelica.
Culminando su gestión participó en las elecciones regionales de Huancavelica de 2014 como candidato a la consejero regional por el Movimiento Independiente Trabajando para Todos obteniendo la elección.